# Article 13 de la Convention européenne des droits de l'homme
L'article 13 de la Convention européenne des droits de l'homme protège le droit à un recours effectif.

## Texte
Droit à un recours effectif
Toute personne dont les droits et libertés reconnus dans la présente Convention ont été violés, a droit à l’octroi d’un recours effectif devant une instance nationale, alors même que la violation aurait été commise par des personnes agissant dans l’exercice de leurs fonctions officielles.
— Article 13 de la Convention européenne des droits de l'homme

## Principe
Depuis l'arrêt Kudla c. Pologne (26.10.2000), cet article est reconnu comme un droit-moyen au service des autres droits matériels de la CEDH.
La Cour met à la charge des États l'obligation de prévoir dans leur droit interne des procédures permettant aux justiciables de contester la violation de ce droit à un recours effectif, en ce qu'ils n'ont pu faire valoir la violation d'un autre droit matériel de la convention en interne.
Ainsi, c'est le principe de subsidiarité que la Cour met en œuvre ici pour que les recours concernant la violation des droits matériels de la CEDH puissent se faire d'abord en interne et seulement dans un second temps, en cas d'épuisement des voies de recours interne, à son niveau.
On parle d'arrêt pilote ou d'arrêt de principe car il y a revirement de jurisprudence.
En l'espèce, il est question de prévoir une procédure interne pour permettre la contestation de la violation du droit à un procès équitable dans un délai raisonnable.

## A voir aussi